# Кудря, Анна Степановна
Анна Степановна Кудря (1935, село Шишаки, теперь пгт. Шишацкого района Полтавской области) — украинский советский деятель, доярка колхоза имени Шишацкого района Полтавской области. Депутат Верховного Совета СССР 7-8-го созывов.

## Биография
Родилась в крестьянской семье. В 1951—1956 годах — оператор Шишацкого инкубаторной станции Полтавской области.
В 1956—1959 годах — колхозница, звеньевая по выращиванию пропашных культур, с 1959 года — доярка колхоза имени села Шишаки Диканьского (затем — Шишацкого) района Полтавской области. От каждой закрепленной за ней коровы надаивала по 2650 килограммов молока в год.
Без отрыва от производства получила среднее образование: окончила заочную среднюю школу.
Член КПСС с 1967 года.

## Награды
- орден Ленина (1966)
- прочие ордена
- медали